# Quyền lực chính trị
Quyền lực chính trị là năng lực của một chủ thể trong việc áp đặt mục tiêu chính trị của mình đối với toàn xã hội. Quyền lực chính trị là quyền lực của một giai cấp hay liên minh giai cấp, của một lực lượng xã hội. Bản chất của quyền lực chính trị là quan hệ sức mạnh giữa các giai cấp trong việc giành, giữ, thực thi quyền lực nhà nước hoặc gây áp lực đối với quyền lực nhà nước.
Quyền lực chính trị khác với quyền lực công, quyền lực nhà nước. Quyền lực công đại diện cho tất cả mọi người trong xã hội, nảy sinh từ nhu cầu chung của cộng đồng xã hội để tạo ra và duy trì tổ chức và trật tự của xã hội. Quyền lực nhà nước là quyền lực chính trị của giai cấp cầm quyền được tổ chức thành nhà nước.

## Đặc trưng

### Tính tất yếu khách quan
Quyền lực chính trị hình thành là một tất yếu khách quan trong quá trình phát triển của xã hội. Khi con người sống thành cộng đồng, quyền lực công xuất hiện. Khi xã hội phân chia thành giai cấp, xã hội chính trị xuất hiện, quyền lực công được trao cho một giai cấp hoặc một lực lượng xã hội nắm giữ. Giai cấp hay lực lượng xã hội đó thực hiện quản lý xã hội thông qua bộ máy nhà nước và hệ thống pháp luật.

### Tính giai cấp
Chính trị là mối quan hệ giữa các giai cấp trong việc giành, giữ, thực thi quyền lực, cơ bản nhất là quyền lực nhà nước. Quyền lực chính trị là quyền lực của một giai cấp để thực hiện lợi ích khách quan của mình.

### Thống trị về kinh tế
Quyền lực chính trị thống trị trong xã hội là quyền lực của giai cấp, lực lượng xã hội giữa địa vị thống trị về kinh kế. Mục tiêu của quyền lực chính trị là nhằm thiết lập, duy trì một trật tự bảo vệ, phát triển các lợi ích, mà căn bản và trước hết là lợi ích về kinh tế cho giai cấp, lực lượng xã hội nắm quyền. Giai cấp nào thống trị về kinh tế sẽ thống trị về chính trị. Quyền lực kinh tế là cơ sở đảm bảo quyền lực về chính trị. Quyền lực về chính trị là điều kiện tiên quyết để thực hiện quyền lực về kinh tế.

### Hài hòa lợi ích
Việc nắm giữ và thực thi quyền lực chính trị phải đảm bảo sự hài hòa giữa lợi ích giai cấp và lợi ích chung của cộng đồng. Mục đích của giai cấp, lực lượng xã hội nắm giữ quyền lực chính trị là duy trì, bảo vệ trật tự xã hội có lợi cho giai cấp mình. Việc thực thi quyền lực chính trị phải thông qua hình thức quyền lực công. Do vậy, khi nắm giữ và thực thi quyền lực chính trị cần bảo đảm mức độ nhất định sự cân bằng xã hội.

### Tính chính đáng
Quyền lực luôn cần sự chấp nhận của đối tượng chịu chi phối. Sự chấp thuận của xã hội là yếu tố chính của việc đảm bảo thực thi quyền lực chính trị. Tính chính đáng càng cao thì hiệu quả, hiệu lực của quyền lực chính trị càng lớn.

## Bài liên quan
- Quyền lực
- Chính trị